# Erythroxylum sideroxyloides
Erythroxylum sideroxyloides är en tvåhjärtbladig växtart som beskrevs av Jean-Baptiste de Lamarck. Erythroxylum sideroxyloides ingår i släktet Erythroxylum och familjen Erythroxylaceae. Inga underarter finns listade i Catalogue of Life.